# Neopolyptychus convexus
Neopolyptychus convexus là một loài bướm đêm thuộc họ Sphingidae. Nó được tìm thấy ở Brachystegia woodland in Cộng hòa Dân chủ Congo, Zambia và miền tây Tanzania.
Sải cánh dài 28–34 mm đối với con đực và 34–44 mm đối với con cái.